# Yogeshwar Dutt
Yogeshwar Dutt (in hindi योगेश्वर दत्त; 2 novembre 1982) è un lottatore indiano.

## Palmarès
- Giochi olimpici

Londra 2012: bronzo nella lotta libera 60 kg.
- Giochi asiatici

Doha 2006: bronzo nella lotta libera 60 kg.
Incheon 2014: oro nella lotta libera 65 kg.
- Giochi del Commonwealth

Delhi 2010: oro nella lotta libera 60 kg.
Glasgow 2014: oro nella lotta libera 65 kg.
- Asiatici

Gumi 2012: oro nella lotta libera 60 kg.
- Campionati del Commonwealth

Londra 2003: oro nella lotta libera 55 kg.
Città del Capo 2005: oro nella lotta libera 60 kg, argento nella lotta greco-romana 60 kg.
Londra 2007: oro nella lotta libera 60 kg, argento nella lotta greco-romana 60 kg.